# Pristimantis vilarsi
Espèce
Synonymes
- Hylodes vilarsi Melin, 1941
- Eleutherodactylus vilarsi (Melin, 1941)
- Hylodes roseus Melin, 1941
- Eleutherodactylus roseus (Melin, 1941)
- Eleutherodactylus brachypodius Rivero, 1961
- Eleutherodactylus conspicillatus ileamazonicus Rivero, 1961
- Eleutherodactylus rosmelinus Gorham, 1966
- Eleutherodactylus conspicillatus guayanensis Rivero, 1968 "1967"
- Eleutherodactylus stegolepis Schlüter & Rödder, 2007 "2006"
- Pristimantis stegolepis (Schlüter & Rödder, 2007)

Statut de conservation UICN

 LC  : Préoccupation mineure
Pristimantis vilarsi est une espèce d'amphibiens de la famille des Craugastoridae.

## Répartition
Cette espèce se rencontre entre 100 et 1 230 m d'altitude dans le haut bassin de l'Amazone :
- au Pérou dans la région de Loreto ;
- dans l'est de la Colombie ;
- dans le sud du Venezuela ;
- au Brésil dans les États d'Amazonas et du Roraima.

Sa présence est incertaine au Guyana.

## Taxinomie
Pristimantis stegolepis Schlüter & Rödder, 2007 a été synonymisé avec Pristimantis vilarsi par Kok & Barrio-Amorós en 2013.

## Étymologie
Cette espèce est nommée en l'honneur d'Arthur Vilars.

## Publication originale
- Melin, 1941 : Contributions to the knowledge of the Amphibia of South America. Göteborgs Kungliga Vetenskaps och Vitter-Hets Samhalles Handlingar, vol. 88, p. 1–71 (texte intégral).